# Edmar José da Silva
Edmar José da Silva (ur. 19 kwietnia 1975 w Alto Rio Doce) – brazylijski duchowny katolicki, biskup pomocniczy Belo Horizonte od 2024.

## Życiorys

### Prezbiterat
Święcenia diakonatu przyjął 15 sierpnia 2000 r. obok Seminarium Mariana (które przechodziło remont), a święcenia kapłańskie przyjął 19 maja 2001 r. w swoim rodzinnym mieście, obaj z rąk Dom Luciano Pedro Mendes de Almeida, S.J., arcybiskupa Mariany.
Święcenia kapłańskie otrzymał 19 maja 2001 i został inkardynowany do archidiecezji Mariana. Po święceniach został rektorem niższego seminarium, w 2006 został ojcem duchownym filozoficznej części wyższego seminarium, a w 2009 został jej rektorem. W 2015 objął probostwo w Itabirito, a w 2020 został proboszczem parafii w Ouro Preto.

### Episkopat
6 marca 2024 papież Franciszek mianował go biskupem pomocniczym archidiecezji Belo Horizonte ze stolicą tytularną Garriana. Sakry udzielił mu 11 maja 2024 metropolita Belo Horizonte – arcybiskup Walmor Oliveira de Azevedo.